# Radica, Mexiko
Radica är en ort i Mexiko.   Den ligger i kommunen Ciudad Apodaca och delstaten Nuevo León, i den centrala delen av landet, 700 km norr om huvudstaden Mexico City. Radica ligger 451 meter över havet och antalet invånare är 102.
Terrängen runt Radica är platt. Runt Radica är det mycket tätbefolkat, med 3 757 invånare per kvadratkilometer. Närmaste större samhälle är Monterrey, 14,7 km sydväst om Radica. Runt Radica är det i huvudsak tätbebyggt.